# Bacon Explosion
O Bacon Explosion (lit.  "Explosão de bacon") é um prato de carne de porco que consiste em bacon enrolado em um recheio de linguiça temperada e bacon esfarelado. O prato, do tamanho de uma bola de futebol americano, é então defumado ou assado. Ele ficou conhecido após ser postado no blog BBQ Addicts e se espalhou para a grande imprensa com várias matérias discutindo o prato. Com o tempo, os artigos começaram a discutir o próprio “burburinho” da Internet.
O Bacon Explosion é feito de bacon, linguiça, molho barbecue e tempero barbecue ou mistura de especiarias. O bacon é montado em uma trama para conter a linguiça, o molho e o bacon esfarelado. Após enrolado, o Bacon Explosion é cozido (defumado ou assado), regado com molho, cortado e servido. Os criadores do Bacon Explosion produziram um livro de receitas com as receitas, que acabou ganhando o prêmio Gourmand World Cookbook Awards 2010 de “Melhor livro de churrasco do mundo”. O Bacon Explosion também foi premiado no Blue Ribbon Bacon Festival de 2013.

## História e origem
Kyle Robillard criou o Bacon Explosion em 2005, derivado das linguiças enroladas em bacon. O prato original combinava a trança de bacon com linguiças italianas e um centro de palitos de mozarela. Foi finalizado com molho barbecue, coberto com uma salada de repolho cremosa e servido num pão de brioche. Jason Day e Aaron Chronister publicaram o prato em dezembro de 2008 no seu blogue “BBQ Addicts, que rapidamente se tornou um fenômeno na Internet, gerando mais de 500.000 visitas e 16.000 ligações para o blog. Foi também incluído em blogues políticos republicanos dos EUA, aos quais Day e Chronister responderam com o comentário “Os republicanos gostam de carne”. Foram feitas várias tentativas de criar o prato na Internet, sob a forma de clubes de fãs e vídeos de acompanhamento.
Os inventores são participantes experientes de competições de churrasco de Kansas City e competem em competições como a equipe Burnt Finger BBQ. Segundo o Telegraph, “eles criaram a iguaria após serem desafiados no Twitter a criar a melhor receita de bacon”. Eles batizaram sua inovação de “Bacon Explosion: The BBQ Sausage Recipe of all Recipes" (Explosão de bacon: A melhor receita de linguiça para churrasco de todas as receitas). O Bacon Explosion é semelhante a várias receitas publicadas anteriormente. Day e Chronister não afirmam ter inventado o conceito, mas reivindicam o termo “Bacon Explosion” como marca registrada.

## Preparo
O preparo do Bacon Explosion “requer o mínimo de talento culinário” e a lista de ingredientes é curta. Ele é feito com 0,91 kg de bacon de corte grosso, 2 kg de linguiça italiana, um pote de molho barbecue e um pote de tempero barbecue. O Bacon Explosion é construído entrelaçando o bacon para servir como base. A base é temperada e seguida de camadas de carne de linguiça e bacon esfarelado. Adiciona-se molho barbecue e mais tempero antes de enrolá-lo em um “monstro gigante em forma de salsicha”, às vezes usando papel-alumínio para ajudar (observação: ele não é cozido dentro do papel-alumínio). O cozimento leva cerca de uma hora por polegada de espessura e, em seguida, é regado com mais molho barbecue, fatiado em rodelas e servido. Um Bacon Explosion pronto contém pelo menos 5.000 quilocalorias e 500 g de gordura, embora uma porção menor de 230 g contenha 878 kcal e 60 g de gordura.

Preparação e resultado
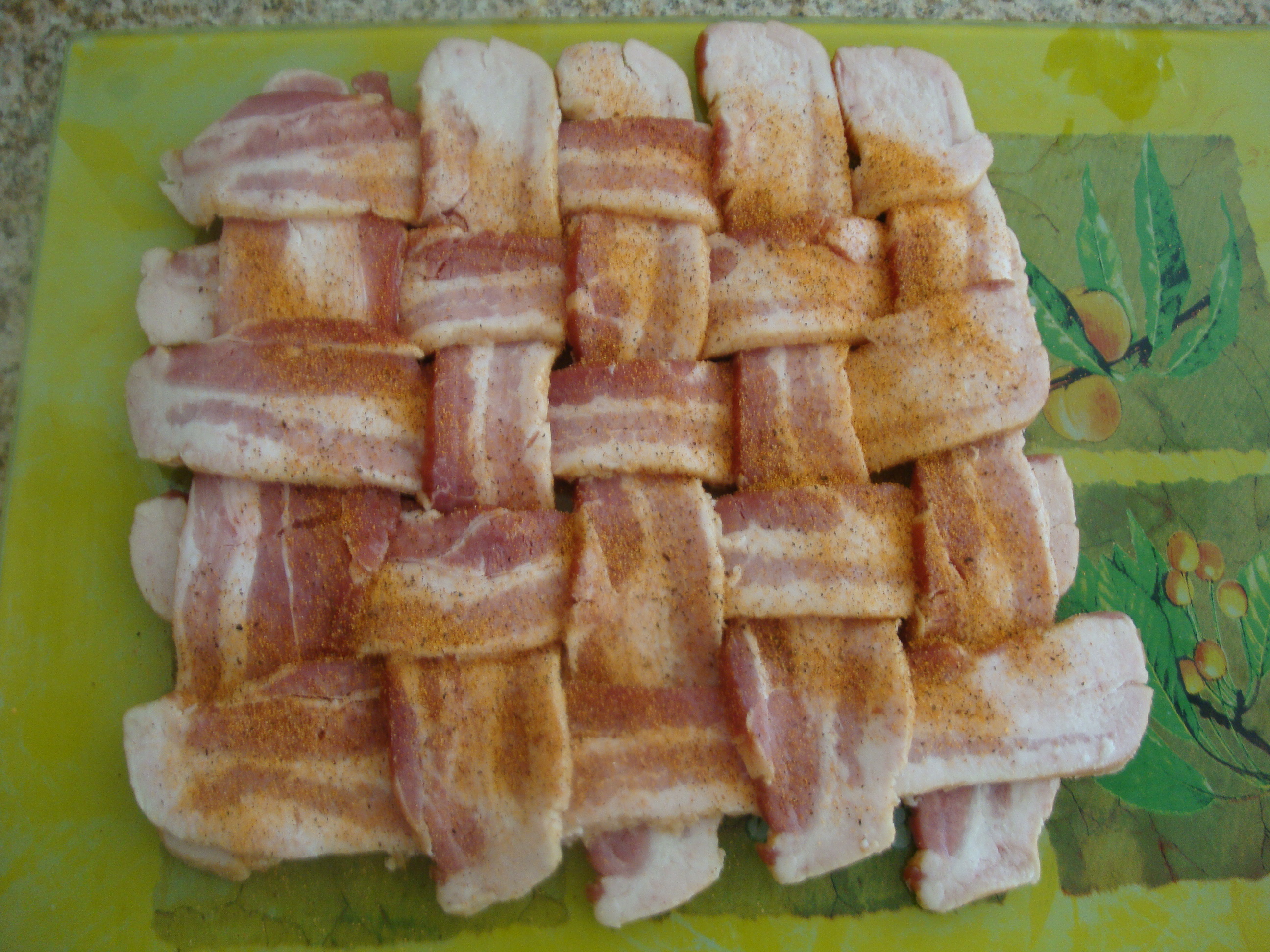
Base de bacon trançado
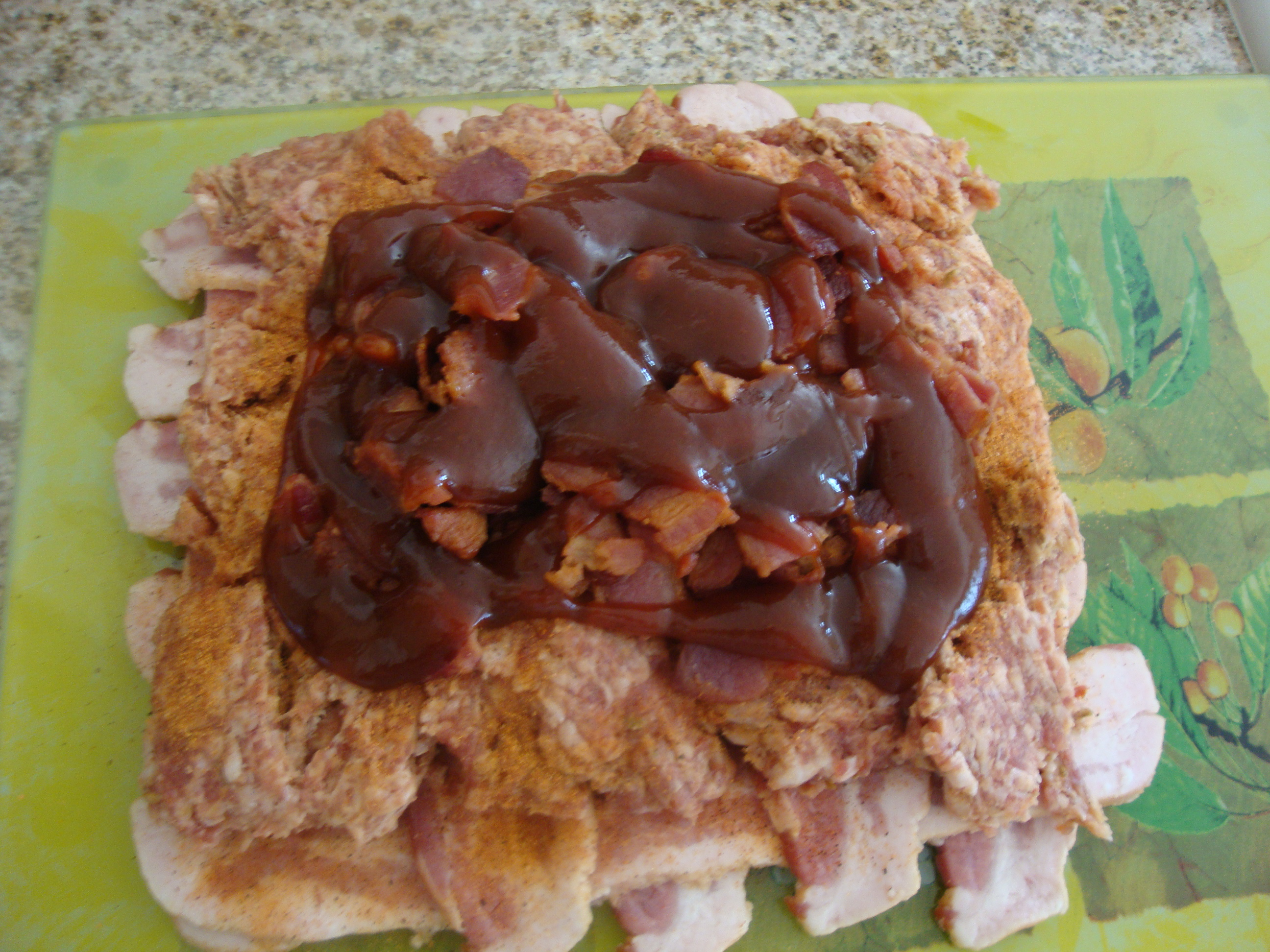
Temperado e pronto para ser enrolado
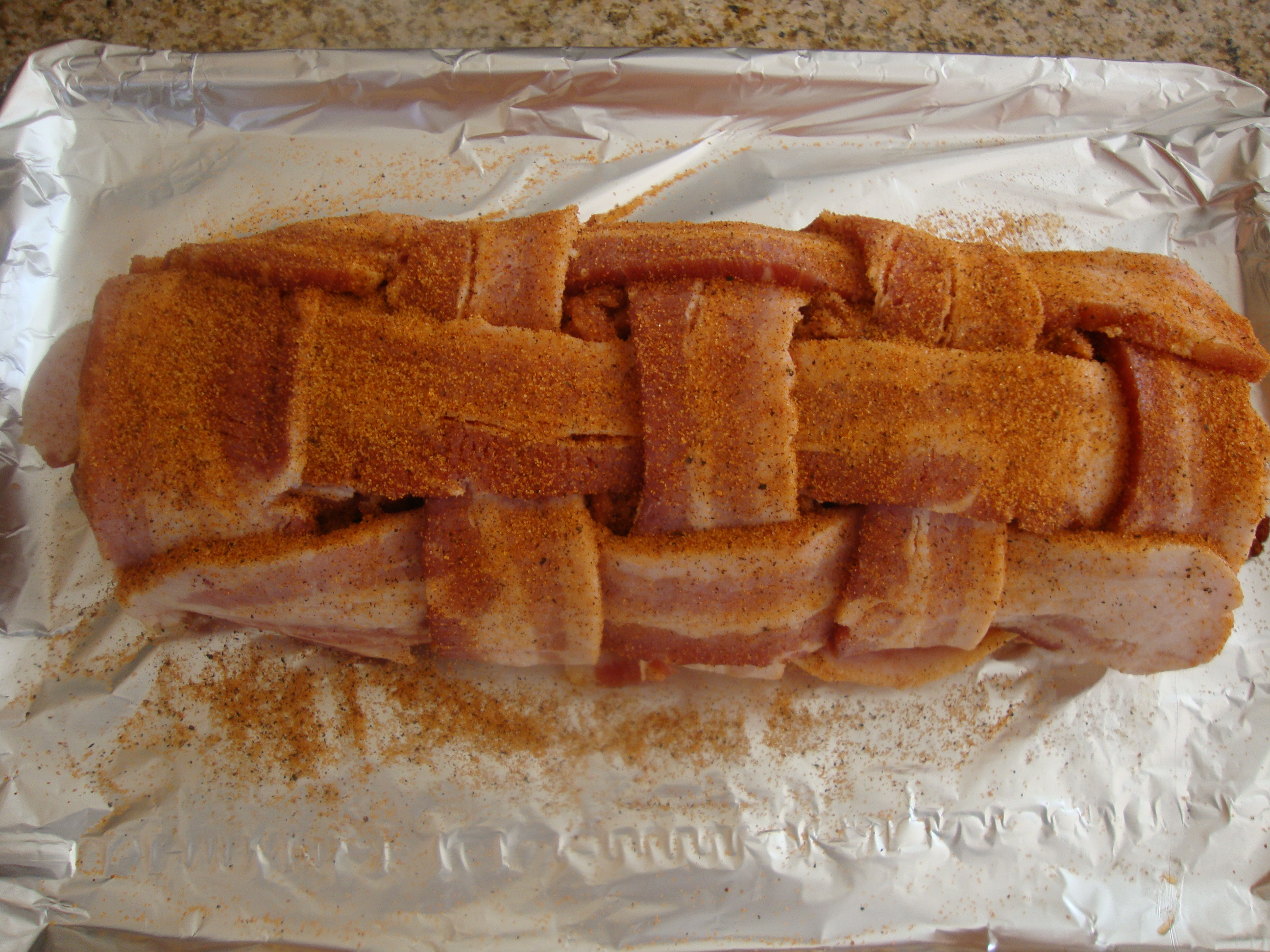
Enrolado e temperado antes do cozimento
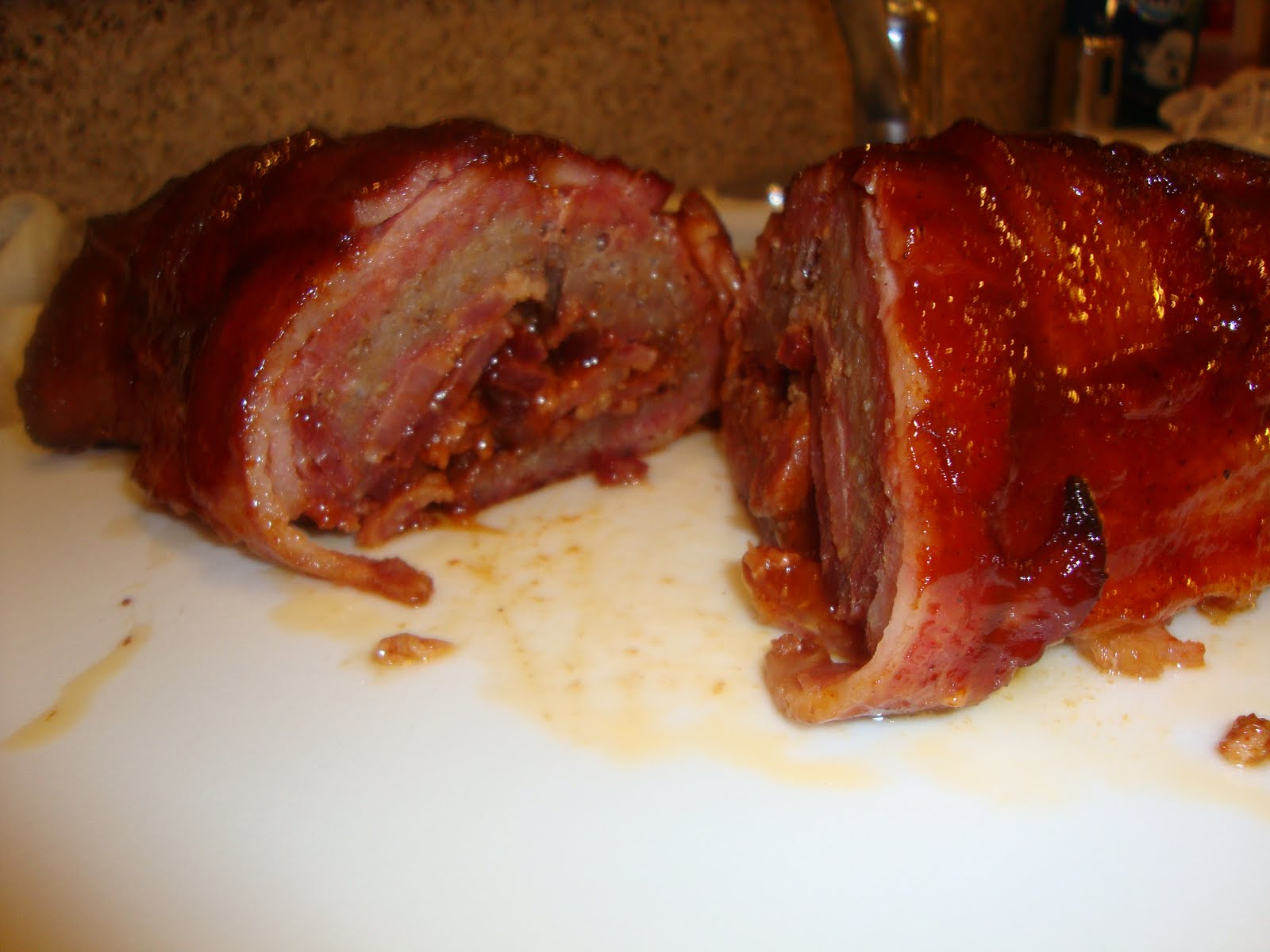
Interior após o cozimento

## Reconhecimento
A popularidade da receita levou à cobertura internacional; incluindo os EUA e o Reino Unido, a mídia alemã e holandesa. O Daily Telegraph avaliou que a “receita é a mais popular na Web” e que o “prato de churrasco de 5.000 calorias se tornou uma das ideias de refeição mais populares do mundo”. Comentários nas principais publicações sobre a saúde/obesidade dos americanos rapidamente sugeriram pratos como o Bacon Explosion como o motivo de “Por que os americanos são gordos”, enquanto outro afirmou que não é algo que um médico recomendaria. Ele também foi citado como um exemplo do uso da tecnologia Web 2.0 (Chronister é um comerciante da Internet).
Foi relatado que Day e Chronister “fecharam um contrato de seis dígitos” para seu livro BBQ Makes Everything Better. O livro, que contém a receita, foi o vencedor dos EUA no Gourmand World Cookbook Awards de 2010 na categoria “Best Barbecue Book”. O vencedor americano de 2010, The Essential New York Times Cookbook: Classic Recipes for a New Century, de Amanda Hesser, também continha a receita da Explosão de Bacon. O livro BBQ Makes Everything Better foi o vencedor da categoria “Melhor livro de churrasco do mundo” pelos jurados do Gourmand World Cookbook Awards de 2010, permanecendo como a única inscrição de um americano. A Explosão de Bacon ganhou o prêmio “Savory Dish” no Blue Ribbon Bacon Festival de 2013, o que garantiu uma inscrição no Bacon World Championships.